# Qaratuğay
Qaratuğay är en ort i Azerbajdzjan.   Den ligger i distriktet Sabirabad Rayonu, i den sydöstra delen av landet, 110 km väster om huvudstaden Baku. Antalet invånare är 1 698.
Terrängen runt Qaratuğay är mycket platt. Runt Qaratuğay är det ganska tätbefolkat, med 80 invånare per kvadratkilometer.. Närmaste större samhälle är Şirvan, 17,6 km öster om Qaratuğay.
Trakten runt Qaratuğay består till största delen av jordbruksmark.